# Chandraprabha Saikiani
Chandraprabha Saikiani (16 de março de 1901 - 16 de março de 1972) ou Chandraprava Saikiani era uma ativista, escritora e reformadora social dos Assam, considerada a pioneira do movimento feminista em Assam, na Índia. Ela foi a fundadora da All Assam Pradeshik Mahila Samiti, uma organização não governamental que trabalha pelo bem-estar das mulheres de Assam e recebeu o quarto maior prêmio civil indiano de Padma Shri pelo ano de 1972 pelo Governo da Índia. Três décadas depois, o governo indiano emitiu um selo comemorativo de Saikiani sob a série, Social Reformers, em 2002.
Ela também assumiu um papel importante na Marcha do Sal de 1932 e no Movimento de Desobediência Civil de 1942 a 1943. Contestando eleições para a Assembleia Legislativa, ela se tornou a primeira mulher a incursar na política na Índia Independente. Saikiani também foi um poeta notável e escritor prolífico.

## Primeiros anos
Ela nasceu como "Chandrapriya Mazumdar" (Chandrapriya Das) em 16 de março de 1901 de Ratiram Mazumdar (chefe da vila) e Gangapriya Mazumdar na vila de Doisingari no Distrito de Kamrup, no estado indiano de Assam, no nordeste da Índia. Ela foi a sétima de onze crianças e escolheu o nome "Chandraprabha Saikiani" para si mesma.
Acompanhados por sua irmã Rajaniprabha Saikiani (que mais tarde se tornou a primeira médica doutora em Assam), eles atravessaram a lama até a cintura para frequentar uma escola de meninos (não havia escola de meninas) a vários quilômetros de distância. O esforço deles impressionou Nilkanta Barua, sub-inspetor da escola, e ela recebeu uma bolsa de estudos da Escola Missionária de Nagao. Na Escola Missionária de Nagao, ela protestou contra as autoridades da escola, que não permitiram que uma garota ficasse no albergue depois de rejeitar uma proposta de conversão ao cristianismo. Ela finalmente viu o resultado de seu protesto: as autoridades admitiram induzir a garota ao albergue.
Depois da escola, ela reuniu meninas analfabetas locais e ensinou a elas o que aprendeu na escola em um galpão improvisado perto da escola. Seu ativismo social começou aqui quando ela protestou contra o tratamento supostamente discriminatório dado aos estudantes hindus pelo superintendente do albergue.
Ela se recusou a honrar o compromisso de seus pais em casá-la com uma pessoa idosa e ficou noiva de Dandinath Kalita, um escritor assamês. O relacionamento resultou em Saikiani tornando-se mãe fora do casamento e ela permaneceu solteira por toda a vida depois que Kalita se casou com outra mulher. Foi relatado que ela enfrentou forte oposição da sociedade conservadora ao criar seu filho como mãe solteira, mas sua vida em Tezpur trouxe oportunidades para conhecer e interagir com líderes sociais e culturais como Chandranath Sharma, Omeo Kumar Das, Jyotiprasad Agarwalla e Lakhidhar Sarma.

## Vida política e social
Saikiani iniciou sua carreira como professora em uma escola primária em Nagaon e, mais tarde, tornou-se diretora da Girls' M. E. School, Tezpur.
Durante sua estadia em Tezpur, ela se associou a luminares como Jyotiprasad Agarwala, Omeo Kumar Das, Chandra Nath Sarma, Lakhidhar Sarma. Em 1918, na sessão de Tezpur de Asom Chhatra Sanmilan, ela era a única delegada e abordou uma enorme multidão sobre os efeitos nocivos da ingestão de ópio e pediu sua proibição. Foi o primeiro evento em que uma mulher assamesa falou na frente de uma grande reunião.
Afetada pela ascensão do nacionalismo em 1921, ela se juntou ao movimento de desobediência civil de Mahatma Gandhi e trabalhou para espalhar a mensagem entre as mulheres de Tezpur. Ela foi oradora convidada na sessão de Nagaon do Assam Sahitya Sabha em 1925, onde convidou as participantes que estavam sentadas em um recinto separado para quebrar as barreiras e as mulheres atenderam seu chamado para sair para a área aberta. Retornando à sua aldeia, ingressou na escola de Kaljirapara como professora, mas renunciou ao emprego quando lhe foi negada a permissão para participar da sessão de Guwahati no Congresso Nacional Indiano. Ela continuou seu ativismo social e fundou Assam Pradeshik Mahila Samiti em 1926 para agir contra o casamento infantil, a poligamia e a discriminação de mulheres nos templos e abordar questões como a educação das mulheres e o trabalho por conta própria. Seus esforços foram relatados na abertura do Templo Hayagriva Madhava, Hajo, perto de Guwahati, para as mulheres. Seu envolvimento com a Marcha do Sal a levou à prisão em 1930 e, mais tarde, em 1943, ela foi presa novamente enquanto participava do movimento de não cooperação.
Após a independência da Índia, ela ingressou no Partido Socialista, mas retornou ao Congresso Nacional da Índia e contestou sem sucesso na Assembleia Legislativa de Assam em 1957, tornando-se a primeira mulher assamesa a contestar uma eleição. Seu filho, Atul Saikia, é político e ex-membro da Assembleia Legislativa de Assam.

## Atividades literárias, prêmios e reconhecimentos
Saikiani publicou seu primeiro conto em uma revista local, Bahi, em 1918, aos 17 anos, seguida de vários romances como Pitribhitha (The Paternal Home) (1937), Sipahi Bidrohat (Sepoy Mutiny), Dillir Sinhasan (Trono de Delhi) e Kavi Anav Ghosh. Ela atuou como editora do jornal assamês de Mahila Samiti, Abhijatri, por um período de sete anos e também chefiou a Conferência dos Camponeses de Al India Assam.
Chandraprabha Saikiani foi uma poeta notável e uma escritora prolífica. Ela também publicou um romance intitulado Pitribhita em 1937. O Governo da Índia a homenageou com Padmashree em 1972, logo após sua morte. Novamente em 2002, o governo da Índia lançou um selo comemorativo em sua homenagem.

## Morte e legado
Saikiani morreu em seu aniversário de 72 anos em 16 de março de 1972 sucumbindo ao câncer. Alguns meses antes de sua morte, o Governo da Índia concedeu a ela a honra civil de Padma Shri em 1972. Ela foi novamente homenageada em 2002 pelo governo quando um selo comemorativo foi emitido pelo Departamento de Correios em 2002 sob a série reformadores sociais. O politécnico do governo em Kamrup, Guwahati recebeu o nome dela e a Universidade de Tezpur estabeleceu um centro para mulheres em seu nome, o Chandraprabha Saikiani Center for Women’s Studies (CSCWS) em 2009, para promover a educação das mulheres no nordeste da Índia.
Sua vida foi documentada em quatro biografias:
- Agnisnata Chandraprabha (1998) por Pushpalata Das,[16]
- Chandraprabha Saikiani (2001) por Achyut Kumar Sharma,
- Muktixongrami Chandraprabha (2002) por Hironmoyi Devi e
- Chandraprabha [2011][17] por Anjali Sarma.[10]

Abhiyatri: One Life Many Rivers, um romance de Nirupama Borgohain, renomado romano assamês e esposa de Homen Borgohain, é um relato ficcional da vida de Saikiani e o romance ganhou o Prêmio Sahitya Akademi em 1996. Mais tarde, o Prodipto Borgohain traduziu o Abhijatri para o inglês e ganhou o Prêmio Sahitya Akademi.